# Lexie Alford
Alexis Rose (Lexie) Alford (Nevada City, 10 april 1998), ook bekend als Lexie Limitless, is een Amerikaanse webvideoproducente en recordhoudster. Het Guinness Book of Records riep haar in 2019, toen zij eenentwintig jaar en 177 dagen oud was, uit tot de jongste persoon die alle soevereine landen ter wereld had bezocht. Anno 2024 heeft Alford 1,2 miljoen volgers op Instagram en 500 duizend abonnees op YouTube.

## Biografie
Als kind reisde Alford met haar ouders, die een reisbureau runden, al naar landen als Cambodja en Egypte. Toen ze achttien jaar oud was, had ze reeds 72 landen bezocht. Om te bewijzen dat zij alle 196 door de VN erkende landen had bezocht, moest zij ruim tienduizend documenten aanleveren.
Twee jaar voor ze het wereldrecord vestigde, startte de Amerikaanse haar kanaal Lexie Limitless op YouTube. In haar video's staan haar reizen centraal. 
In 2023 en 2024 reed Alford met een elektrische auto, de Ford Explorer, de wereld rond.